# Angle hyperbolique

Une hyperbole est une figure délimitée par deux rayons et un arc d'hyperbole. Le secteur grisé est en position standard si

En géométrie, l'angle hyperbolique est un nombre réel déterminé par l'aire du secteur hyperbolique correspondant de xy = 1 dans le quadrant I du plan cartésien. L'angle hyperbolique paramètre l'hyperbole unité, qui a des fonctions hyperboliques comme coordonnées. En mathématiques, l'angle hyperbolique est une mesure invariante car il est conservé par rotation hyperbolique.
L'hyperbole xy = 1 est équilatère avec un demi-grand axe de √2, analogue à la grandeur d'un angle circulaire correspondant à l'aire d'un secteur circulaire dans un cercle de rayon √2.
L'angle hyperbolique est utilisé comme variable indépendante pour les fonctions hyperboliques sinh, cosh et tanh, car ces fonctions peuvent être fondées sur des analogies hyperboliques avec les fonctions trigonométriques circulaires correspondantes en considérant un angle hyperbolique comme définissant un triangle hyperbolique. Le paramètre devient ainsi l'un des plus utiles dans le calcul des variables réelles.

## Définition
On considère l'hyperbole équilatère {\displaystyle \textstyle \{(x,{\frac {1}{x}}):x>0\}}, et (par convention) on s'intéresse particulièrement à la branche x > 1.
On définit d'abord :
- L'angle hyperbolique en position standard est l'angle de sommet (0, 0) entre le rayon à (1, 1) et le rayon à (x, 1/x), où x > 1;
- la mesure de cet angle est l'aire du secteur hyperbolique correspondant, qui s'avère être ln(x).

On notera qu'en raison du rôle joué par le logarithme népérien :
- Contrairement à l'angle circulaire, l'angle hyperbolique n'est pas borné (car ln(x) ne l'est pas) ; ceci est lié au fait que la série harmonique diverge.
- La formule de la mesure de l'angle suggère que, pour 0 < x < 1, l'angle hyperbolique doit être négatif. Cela reflète le fait que, tel que défini, l'angle est dirigé.

Enfin, on étend la définition de l'angle hyperbolique à celle sous-tendue par tout intervalle sur l'hyperbole. On suppose a, b, c, d des nombres réels positifs tels que ab = cd = 1 et c > a > 1, tels que (a, b) et (c, d) soient des points sur l'hyperbole xy = 1 et on détermine un intervalle dessus. Puis la rotation hyperbolique {\displaystyle \textstyle f:(x,y)\to (bx,ay)} envoie l'angle {\displaystyle \angle \!\left((a,b),(0,0),(c,d)\right)} vers l'angle de position standard {\displaystyle \angle \!\left((1,1),(0,0),(bc,ad)\right)} . D'après le résultat de Grégoire de Saint-Vincent, les secteurs hyperboliques déterminés par ces angles ont même aire, qui est prise comme la grandeur de l'angle. Cette grandeur est ln(bc) = ln(c/a) = ln(c) – ln(a).

## Comparaison avec l'angle circulaire

L'hyperbole unitaire a un secteur dont la surface est la moitié de l'angle hyperbolique

Angle circulaire contre hyperbolique

Le cercle unité x2 + y2 = 1 a un secteur circulaire dont la surface est la moitié de l'angle circulaire en radians. De manière analogue, l'hyperbole unitaire x2 – y2 = 1 a un secteur hyperbolique avec une aire de la moitié de l'angle hyperbolique.
Il existe également une résolution projective entre les cas circulaire et hyperbolique : les deux courbes sont des sections coniques et sont donc traitées comme des portées projectives en géométrie projective. Étant donné un point d'origine sur l'une de ces plages, les autres points correspondent à des angles. L'idée d'addition d'angles, fondamentale en science, correspond à l'addition de points sur l'une de ces plages comme suit :
Les angles circulaires peuvent être caractérisés géométriquement par la propriété que si deux cordes P0P1 et P0P2 sous-tendent les angles L1 et L2 au centre d'un cercle, leur somme L1 + L2 est l'angle sous-tendu par une corde PQ, telle que PQ doit être parallèle à P1P2 .
La même construction peut également être appliquée à l'hyperbole. Si P 0 est considéré comme le point (1, 1), P1 le point (x1, 1/x1) et P2 le point (x2, 1/x2), alors la condition parallèle exige que Q soit le point (x1x2, 1/x11/x2) . Il est donc logique de définir l'angle hyperbolique de P0 à un point arbitraire sur la courbe comme une fonction logarithmique de la valeur de x du point.
Alors qu'en géométrie euclidienne un déplacement régulier dans une direction orthogonale à un rayon de l'origine trace un cercle, dans un plan pseudo-euclidien se déplacer régulièrement orthogonalement à un rayon partant de l'origine trace une hyperbole. Dans l'espace euclidien, le multiple d'un angle donné trace des distances égales autour d'un cercle tandis qu'il trace des distances exponentielles sur la ligne hyperbolique.
Les angles circulaire et hyperbolique fournissent des exemples de mesure invariante . Les arcs avec une magnitude angulaire sur un cercle génèrent une mesure sur certains ensembles mesurables sur le cercle dont la magnitude ne varie pas lorsque le cercle subit une rotation. Pour l'hyperbole, la rotation se fait par contraction, et les amplitudes d'angle hyperbolique restent les mêmes lorsque le plan est contracté par une projection
{\displaystyle (x,y)\mapsto (rx,y/r),\ {\textrm {avec}}\ r>0.}

### Relation avec l'élément de ligne de Minkowski
Il existe également une curieuse relation entre un angle hyperbolique et la métrique définie sur l'espace de Minkowski. Tout comme la géométrie euclidienne bidimensionnelle définit son élément linéaire comme
{\displaystyle ds_{e}^{2}=dx^{2}+dy^{2},}
l'élément de ligne sur l'espace de Minkowski est
{\displaystyle ds_{m}^{2}=dx^{2}-dy^{2}.}
On considère une courbe plongée dans un espace euclidien à deux dimensions,
{\displaystyle x=f(t),y=g(t).}
où le paramètre t est un nombre réel compris entre a et b (a ≤ t < b). La longueur d'arc de cette courbe dans l'espace euclidien est calculée comme suit :
{\displaystyle S=\int _{a}^{b}ds_{e}=\int _{a}^{b}{\sqrt {\left({\frac {dx}{dt}}\right)^{2}+\left({\frac {dy}{dt}}\right)^{2}}}dt.}
Si x2 + y2 = 1 définit un cercle unité, une solution à un paramètre définie pour cette équation est x = cos t et y = sin t. En imposant 0 ≤ t < θ, le calcul de la longueur d'arc S donne S = θ. On effectue maintenant la même procédure, sauf qu'on remplace l'élément euclidien par l'élément de ligne de Minkowski,
{\displaystyle S=\int _{a}^{b}ds_{m}=\int _{a}^{b}{\sqrt {\left({\frac {dx}{dt}}\right)^{2}-\left({\frac {dy}{dt}}\right)^{2}}}dt,}
et on définit une hyperbole "unité" par y2 – x2 = 1 avec son ensemble de solutions paramétrées correspondant y = cosh t et x = sinh t, et en posant 0 ≤ t < η (l'angle hyperbolique), on arrive au résultat de S = η. En d'autres termes, cela signifie que de la même façon dont l'angle circulaire peut être défini comme la longueur d'arc d'un arc sur le cercle unitaire sous-tendu par le même angle en utilisant la métrique définie euclidienne, l'angle hyperbolique est la longueur d'arc de l'arc sur "l'unité" hyperbole sous-tendue par l'angle hyperbolique en utilisant la métrique définie par Minkowski.

## Historique
La quadrature de l'hyperbole est l'évaluation de l'aire d'un secteur hyperbolique. On peut montrer qu'elle est égale à l'aire correspondante contre une asymptote. La quadrature a été accomplie pour la première fois par Grégoire de Saint-Vincent en 1647 dans Opus geometryum quadrature circuli et sectionum coni. Comme le dit un historien,
[Il a fait la] quadrature d'une hyperbole à ses asymptotes, et a montré que lorsque l'aire augmentait selon une suite arithmétique, les abscisses augmentaient selon une suite géométrique.
AA de Sarasa a interprété la quadrature comme un logarithme et donc le logarithme naturel défini géométriquement (ou "logarithme hyperbolique") est compris comme l'aire sous y = 1/x à droite de x = 1. En tant qu'exemple de fonction transcendantale, le logarithme est plus familier que son facteur de motivation, l'angle hyperbolique. Néanmoins, l'angle hyperbolique joue un rôle lorsque le théorème de Saint-Vincent est avancé avec une rotation hyperbolique.
La trigonométrie circulaire a été étendue à l'hyperbole par Auguste De Morgan dans son manuel Trigonometry and Double Algebra . En 1878, Clifford a utilisé l'angle hyperbolique pour paramétrer une hyperbole unité, la décrivant comme un "mouvement quasi-harmonique".
En 1894, Alexander Macfarlane a fait circuler son essai "The Imaginary of Algebra", qui utilisait des angles hyperboliques pour générer des verseurs hyperboliques, dans son livre Papers on Space Analysis. L'année suivante, le Bulletin of the American Mathematical Society publia les grandes lignes des fonctions hyperboliques de Mellen W. Haskell.
Lorsque Ludwik Silberstein écrit son manuel populaire de 1914 sur la nouvelle théorie de la relativité, il utilise le concept de rapidité basé sur l'angle hyperbolique a, où tanh a = v/c, le rapport de la vitesse v à la vitesse de la lumière. Il écrit :

« Il semble intéressant de mentionner qu'à une unité de rapidité correspond une vitesse énorme, s'élevant aux 3/4 de la vitesse de la lumière ; plus précisément nous avons v = (0,7616)c pour a = 1 .
[...] la rapidité a = 1, [...] par conséquent représentera la vitesse 0,76 c qui est un peu au-dessus de la vitesse de la lumière dans l'eau. »

Silberstein utilise également le concept d'angle de parallélisme (en) Π(a) de Lobachevski pour obtenir cos Π(a) = v/c.

## Angle circulaire imaginaire
L'angle hyperbolique est souvent présenté comme s'il s'agissait d'un nombre imaginaire, cos ix = cosh x et sin ix = i sinh x de sorte que les fonctions hyperboliques cosh et sinh peuvent être présentées à travers les fonctions circulaires. Mais dans le plan euclidien, on pourrait aussi considérer les mesures d'angle circulaire comme des mesures d'angle imaginaires et hyperboliques comme de vrais scalaires, cosh ix = cos x et sinh ix = i sin x.
Ces relations peuvent être comprises en termes de fonction exponentielle, qui pour un argument complexe z peut être divisé en parties paires et impaires cosh z = 1/2(ez + e–z) et sinh z = 1/2(ez – e–z) respectivement. Alors ez = cosh z + sinh z = cos(iz) – i sin(iz), ou si l'argument est séparé en parties réelles et imaginaires z = x + iy, l'exponentielle peut être divisée en produit de mise à l'échelle ex et rotation eiy, ex + iy = exeiy = (cosh x + sinh x)(cos y + i sin y). Comme série infinie,
{\displaystyle {\begin{alignedat}{3}\mathrm {e} ^{z}&=\,\,\sum _{k=0}^{\infty }{\frac {z^{k}}{k!}}&&=1+z+{\tfrac {1}{2}}z^{2}+{\tfrac {1}{6}}z^{3}+{\tfrac {1}{24}}z^{4}+\dots \\\cosh z&=\sum _{k{\text{ pair}}}{\frac {z^{k}}{k!}}&&=1+{\tfrac {1}{2}}z^{2}+{\tfrac {1}{24}}z^{4}+\dots \\\sinh z&=\,\sum _{k{\text{ impair}}}{\frac {z^{k}}{k!}}&&=z+{\tfrac {1}{6}}z^{3}+{\tfrac {1}{120}}z^{5}+\dots \\\cos z&=\sum _{k{\text{ pair}}}{\frac {(\mathrm {i} z)^{k}}{k!}}&&=1-{\tfrac {1}{2}}z^{2}+{\tfrac {1}{24}}z^{4}-\dots \\\mathrm {i} \sin z&=\,\sum _{k{\text{ impair}}}{\frac {(\mathrm {i} z)^{k}}{k!}}&&=\mathrm {i} \left(z-{\tfrac {1}{6}}z^{3}+{\tfrac {1}{120}}z^{5}-\dots \right)\\\end{alignedat}}}
La série infinie pour le cosinus est dérivée de cosh en la transformant en une série alternée, et de façon analogue, la série pour le sinus depuis la série de sinh.

## Sources
- Janet Heine Barnett (2004) "Enter, stage center: the early drama of the hyperbolic functions", disponible dans (a) Mathematics Magazine 77(1):15–30 ou (b) chapitre 7 d' Euler à 300, RE Bradley, LA D'Antonio, éditeurs CE Sandifer, Mathematical Association of America (ISBN 0-88385-565-8).
- Arthur Kennelly (1912) Application des fonctions hyperboliques aux problèmes de génie électrique
- William Mueller, Exploring Precalculus, § The Number e, Hyperbolic Trigonometry.
- John Stillwell (1998) Numbers and Geometry exercice 9.5.3, p. 298, Springer Verlag (ISBN 0-387-98289-2) .